# Комлод
Комлод (рум. Comlod) — село у повіті Бистриця-Несеуд в Румунії. Входить до складу комуни Мілаш.
Село розташоване на відстані 298 км на північний захід від Бухареста, 30 км на південь від Бистриці, 64 км на схід від Клуж-Напоки.

## Населення
За даними перепису населення 2002 року у селі проживали 189 осіб.
Національний склад населення села:
| Національність | Кількість осіб | Відсоток |
| -------------- | -------------- | -------- |
| румуни         | 155            | 82,0%    |
| угорці         | 34             | 18,0%    |

Рідною мовою назвали:
| Мова      | Кількість осіб | Відсоток |
| --------- | -------------- | -------- |
| румунська | 174            | 92,1%    |
| угорська  | 15             | 7,9%     |